# Pseudospondias
Pseudospondias är ett släkte av sumakväxter. Pseudospondias ingår i familjen sumakväxter.
Kladogram enligt Catalogue of Life:
| Pseudospondias | \| \| Pseudospondias longifolia \| \| \| \| \| \| Pseudospondias microcarpa \| \| \| \| |
|                | \| \| Pseudospondias longifolia \| \| \| \| \| \| Pseudospondias microcarpa \| \| \| \| |
|                | Pseudospondias longifolia                                                               |
|                |                                                                                         |
|                | Pseudospondias microcarpa                                                               |
|                |                                                                                         |